# آوگوست فون کوتسبو
آوگوست فن کتسبو (به آلمانی: August von Kotzebue)‏ (تلفظ آلمانی: [ˈaʊɡʊst fɔn ˈkɔtsəbu]) (زادهٔ ۳ مهٔ ۱۷۶۱ – درگذشتهٔ ۲۳ مارس ۱۸۱۹) نویسنده و نمایش‌نامه‌نویس اهل آلمان بود.